# Macrostomum greenwoodi
Macrostomum greenwoodi is een platworm (Platyhelminthes). De worm is tweeslachtig. De soort leeft in het zoute water.
Het geslacht Macrostomum, waarin de platworm wordt geplaatst, wordt tot de familie Macrostomidae gerekend. De wetenschappelijke naam van de soort werd voor het eerst geldig gepubliceerd in 2001 door Faubel & Cameron.